# Pace del Mela
Pace del Mela är en ort och kommun i storstadsregionen Messina, innan 2015 i provinsen Messina, i regionen Sicilien i sydvästra Italien. Kommunen hade 6 266 invånare (2017).